# Culicoides caprilesi
Culicoides caprilesi är en tvåvingeart som beskrevs av Fox 1952. Culicoides caprilesi ingår i släktet Culicoides och familjen svidknott. Inga underarter finns listade i Catalogue of Life.